# Psaliodes infantula
Psaliodes infantula là một loài bướm đêm trong họ Geometridae.